# Accademia Volley Benevento 2008-2009
Questa voce raccoglie le informazioni riguardanti l'Accademia Volley Benevento nelle competizioni ufficiali della stagione 2008-2009.

## Organigramma societario
Area direttiva
- Presidente: Vincenzo Rosiello

Area tecnica
- Allenatore: Antonio Carratù
- Allenatore in seconda: Vittorio Ruscello
- Scout man: Ezio Meledandri

Area sanitaria
- Medico: Giuseppe Palma
- Fisioterapista: Ivano Romano
- Preparatore atletico: Antonio Dello Iacono

## Rosa
| N° | Nome               | Ruolo | Data di nascita   | Nazionalità sportiva |
| -- | ------------------ | ----- | ----------------- | -------------------- |
| 3  | Ildikó Vojth       | C     | 23 luglio 1974    | Italia               |
| 5  | Elena Gammarota    | S     | 30 settembre 1991 | Italia               |
| 6  | Ilaria Cacace      | P     | 6 gennaio 1986    | Italia               |
| 7  | Marianna Iadarola  | L     | 10 dicembre 1975  | Italia               |
| 8  | Elena Tonelli      | P     | 27 febbraio 1982  | Italia               |
| 9  | Francesca Moretti  | S     | 5 febbraio 1985   | Italia               |
| 10 | Beatrice Zanotti   | C     | 19 luglio 1976    | Italia               |
| 11 | Ingrid Šišković    | S     | 6 giugno 1980     | Croazia              |
| 12 | Annamaria Ferrone  | C     | 12 aprile 1986    | Italia               |
| 13 | Carmen Bellapianta | S     | 3 novembre 1987   | Italia               |
| 15 | Tetjana Voronina   | S     | 20 ottobre 1977   | Ucraina              |
| 16 | Marica Armonia     | S     | 20 gennaio 1990   | Italia               |